# Hochwasserrückhaltebecken Gollentaler Grund
Das Hochwasserrückhaltebecken Gollentaler Grund ist ein Hochwasserrückhaltebecken bei Bad Wünnenberg im Kreis Paderborn in Nordrhein-Westfalen, das vom Wasserverband Obere Lippe betrieben wird. Das Becken ist ein „grünes Becken“. Nur bei Hochwasser wird die Wiele im Gollentaler Grund aufgestaut. Sie fließt über die Afte und Alme in die Lippe.
Das Baumaterial des Staudammes ist Felsschüttung (ein sogenannter Plänerkalk), während ein geneigter Lehmkern als Dichtung dient.
Mit dem Grundablass können bei Vollstau 7,7 m³/s abgegeben werden.

## Bilder

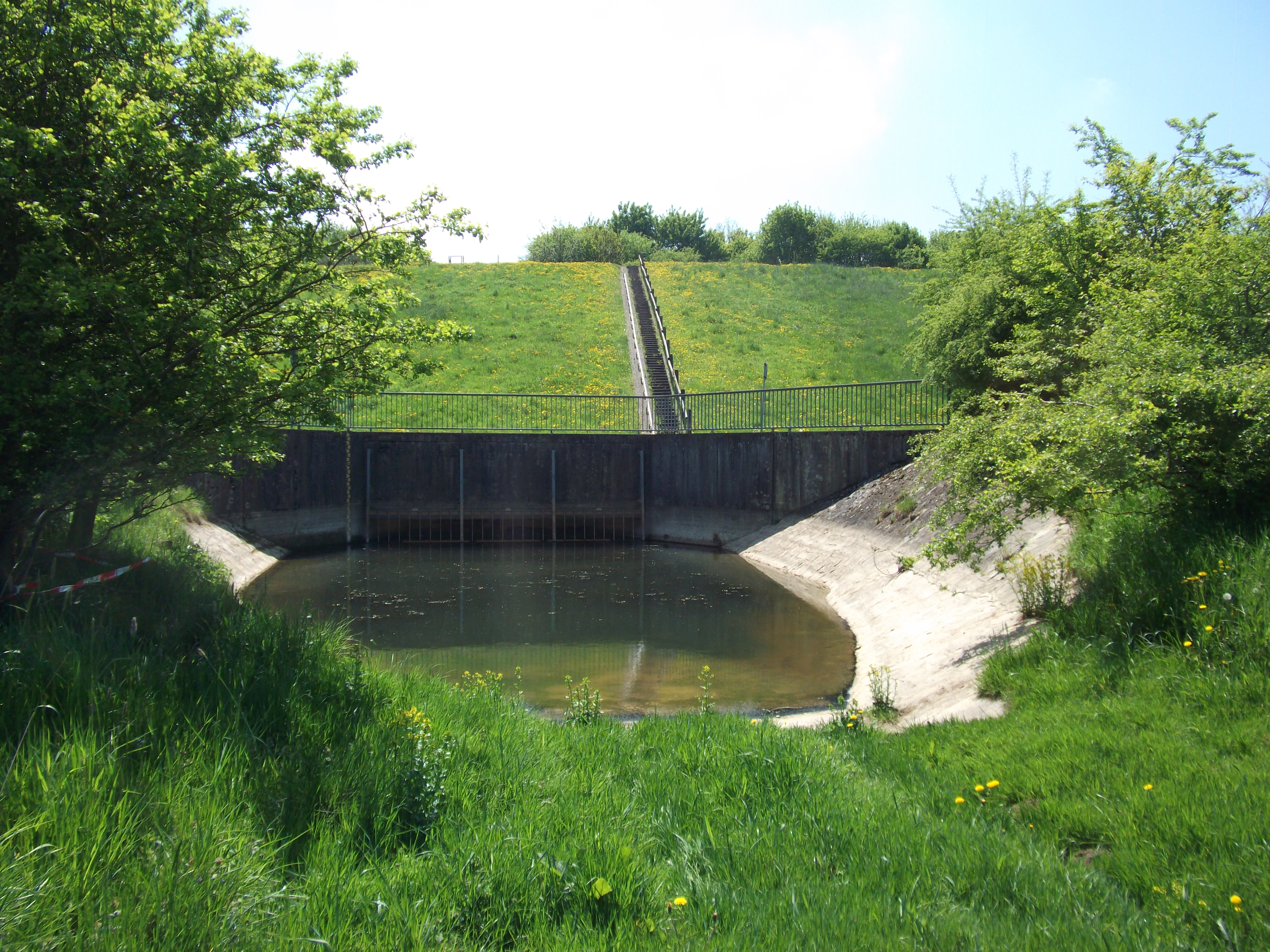
Einlaufbauwerk des Grundablass
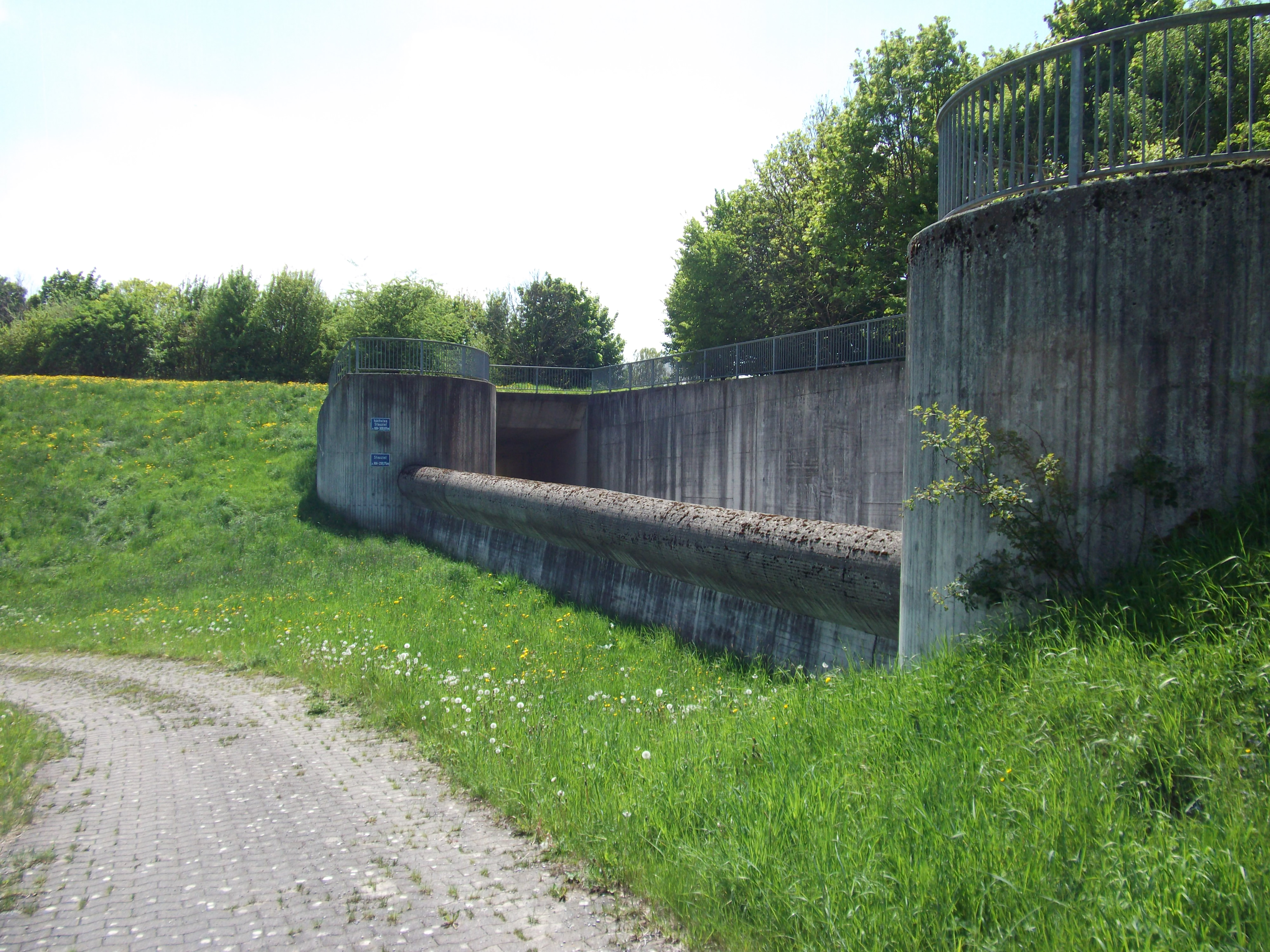
Hochwasserentlastungsbauwerk
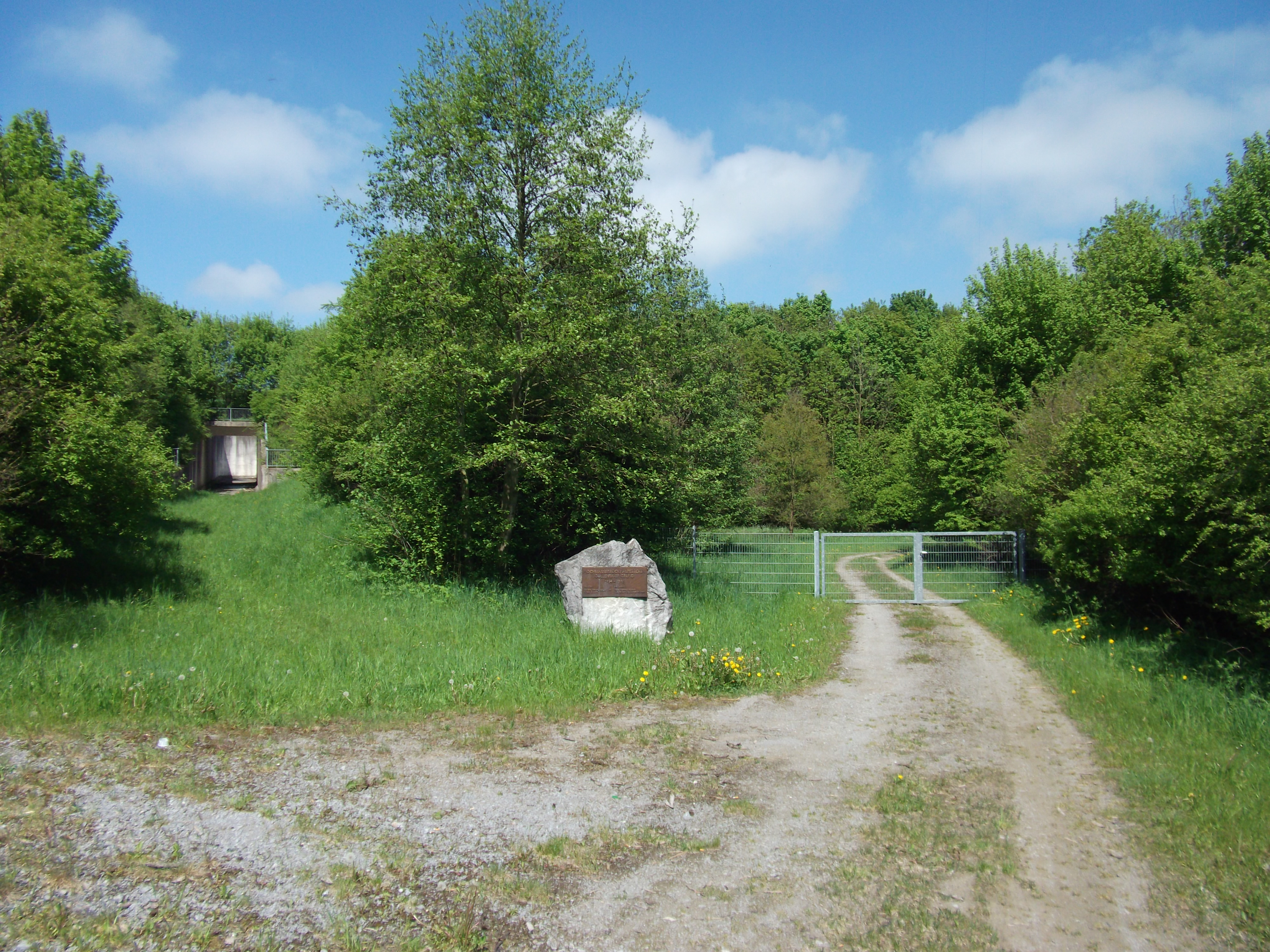
Luftseite des Damms